# Torsten Gütschow
Torsten Jens Gütschow (Görlitz, 28 luglio 1962) è un ex calciatore e allenatore di calcio tedesco, di ruolo centravanti.
Fu nazionale tedesco orientale fino al 1990 quando è diventato cittadino tedesco.

## Carriera
Centravanti nato e cresciuto in Germania Est, Gütschow iniziò la carriera nella Dinamo Dresda. Si affermò come centravanti prolifico e si laureò capocannoniere nelle ultime tre stagioni del campionato tedesco orientale. Rimase nella Dinamo anche dopo la riunificazione tedesca e il conseguente approdo della compagine in Bundesliga e si confermò giocatore chiave nella permanenza della squadra in massima serie segnando in tutto 12 reti in 39 partite. Nel 1993 si trasferì al Galatasaray conquistando subito titolo e coppa nazionale con una buona media reti, ma dopo sei mesi ritornò in Germania per vestire le casacche di Carl Zeiss Jena, Hannover 96 e Chemnitzer FC. Concluse la carriera nel 1999 militando per le ultime tre stagioni nella Dinamo Dresda, tentando invano di portarla in Zweite Bundesliga.
A livello di Nazionale, giocò tre partite con la Germania Est andando a segno due volte.
Fu inoltre un informatore della Stasi.

## Palmarès

### Giocatore

#### Club
- Campionato tedesco orientale: 2

Dinamo Dresda: 1988-1989, 1989-1990
- Coppa della Germania Est: 4

Dinamo Dresda: 1981-82, 1983-84, 1984-85, 1989-90
- Campionato turco: 1

Galatasaray: 1992-1993
- Coppa di Turchia: 1

Galatasaray: 1992-1993

#### Individuale
- Capocannoniere della Coppa UEFA: 1

1988-1989 (7 gol)
- Calciatore tedesco orientale dell'anno: 1

1991